# 葉隆禮

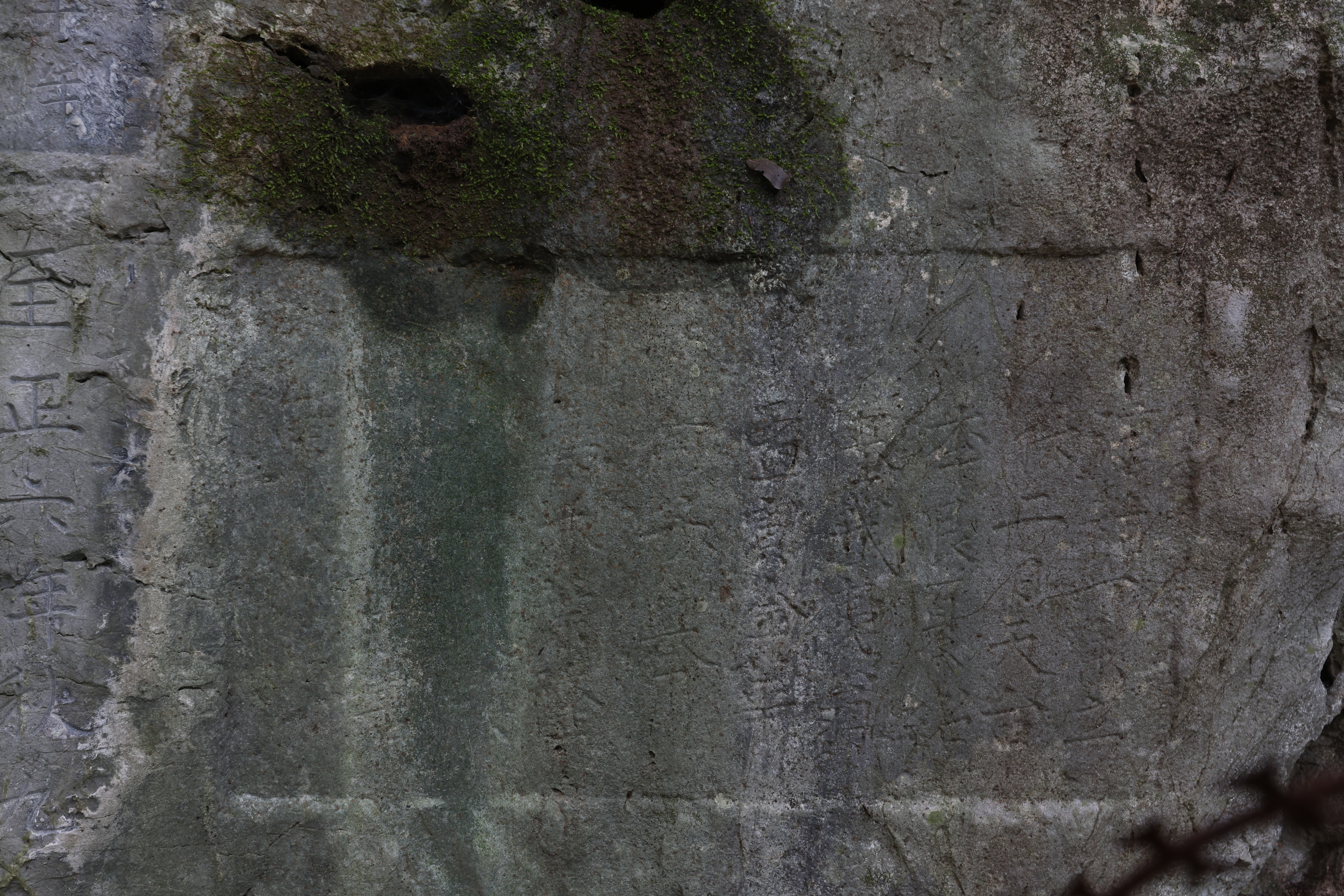
叶隆礼、李艮、夏绍基、翁孟寅等人于杭州灵隐莲花峰题名（淳祐七年）

叶隆礼（?—?），字士则，号渔村。南宋嘉兴（今属浙江）人。
理宗淳祐七年（1247年）進士。淳祐十年，通判建康府。十二年，真除為国子监簿。開慶元年（1259年），爲兩浙運判兼知臨安府。景定元年（1260），知紹興府。曾奉詔撰有《契丹國志》。